# St. Peter und Paul (Seifriedswörth)
Die römisch-katholische Pfarrkirche St. Peter und Paul in Seifriedswörth, einem Ortsteil der Gemeinde Wurmsham im niederbayerischen Landkreis Landshut, ist eine im Kern spätgotische Saalkirche aus der zweiten Hälfte des 15. Jahrhunderts. In den Jahren 1902/03 wurde sie verlängert und neugotisch umgestaltet, sodass sie im Wesentlichen ihr heutiges Erscheinungsbild erhielt. Die Pfarrei Seifriedswörth ist Teil des Pfarrverbandes Velden im Dekanat Geisenhausen des Erzbistums München und Freising. Zur Pfarrei gehört die Filialkirche St. Ulrich in Wurmsham. Der Pfarrsprengel erstreckt sich über einen Teil des Gemeindegebiets von Wurmsham (Landkreis Landshut, Niederbayern) und Oberbergkirchen (Landkreis Mühldorf, Oberbayern).

## Geschichte
Eine Kirche zu den Heiligen Petrus und Paulus in Seifriedswörth wurde bereits im 12. Jahrhundert erstmals erwähnt. Die heutige, im Kern spätgotische Kirche wurde in der zweiten Hälfte des 15. Jahrhunderts erbaut. Im 18. Jahrhundert wurde das Gotteshaus barockisiert.
Nachdem es um 1900 zu klein für die wachsende Pfarrgemeinde geworden war, entschloss man sich zu einem Umbau und beauftragte mit der Planung den renommierten Münchner Architekten Joseph Elsner. Am 21. Januar 1902 wurden die Pläne genehmigt. In den Jahren 1902/03 gingen die Arbeiten unter tatkräftiger Mithilfe der Dorfbevölkerung vonstatten. Um den Umbau zu finanzieren, wurde auf das Vermögen der Allerseelenbruderschaft zurückgegriffen. Zunächst wurde die Allerseelenkapelle abgerissen, sodass das Kirchenschiff innerhalb der bestehenden Friedhofsmauer um knapp fünf Meter nach Westen verlängert werden konnte. Im Sinne des Historismus wurden der Innenraum und die Ausstattung regotisiert. Der barocke Hochaltar aus der Zeit um 1750 wurde nach Inning am Holz verkauft, wo er in der damals neu errichteten Pfarrkirche St. Stephan untergebracht wurde. Dort schmückt er bis heute – mit geringfügigen Veränderungen – den Altarraum.
Seifriedswörth, zuvor Filiale der Pfarrei St. Bartholomäus in Oberbergkirchen, wurde am 1. August 1921 zu einer eigenen Pfarrei mit der Filiale Wurmsham erhoben. Kaspar Sollnberger, der damals Kaplan in Oberbergkirchen war, wurde der erste Pfarrer von Seifriedswörth. Seit dem 1. Oktober 1972 ist die Pfarrei Seifriedswörth Teil des Pfarrverbands Velden. Seit dem 1. Februar 1986 ist in Seifriedswörth kein Seelsorger mehr ansässig.

## Architektur

### Außenbau
Die einschiffige, nach Osten ausgerichtete Saalkirche umfasst einen nur wenig eingezogenen Chor mit zwei Jochen und Schluss in drei Achteckseiten sowie ein Langhaus mit vier Jochen, wobei das westlichste beim Umbau 1902/03 angefügt wurde. An den Chor ist südlich eine zweigeschossige Sakristei, nördlich der weitgehende ungegliederte Turm über quadratischem Grundriss angebaut. Charakteristisch sind die Eckaufsätze und der schlanke, achtseitige Spitzhelm. Auch im Übrigen ist der Außenbau nahezu ohne Gliederung. Die zuvor barock ausgerundeten Fensteröffnungen und das Portal wurden beim Umbau 1902/03 wieder spitzbogig gestaltet. Der Zugang zum Turmuntergeschoss, das früher als Sakristei diente, ist ebenfalls spitzbogig mit gekehlter Laibung.

### Innenraum
Chor und Langhaus werden innen von einem Netzrippengewölbe mit runden Schlusssteinen überspannt, das im Zuge der Regotisierung angebracht wurde. Die einfach gekehlten Rippen ruhen auf profilierten Achteckkonsolen. Diese sind an schwachen, mit einer Hohlkehle zwischen Fasen profilierten Wandpfeilern angebracht. Die Schildbögen weisen denselben Querschnitt auf. Der spitze Chorbogen ist an den Kanten abgeschrägt und im Bogen mit einer Hohlkehle zwischen Fasen profiliert. Im Turmuntergeschoss befindet sich ein einfaches spätgotisches Kreuzgewölbe.

## Ausstattung
Die Ausstattung ist überwiegend neugotisch und wurde um die Mitte des 19. Jahrhunderts geschaffen.

### Orgel
Die Orgel der Seifriedswörther Kirche ist hinter einem neugotischen Prospekt von 1865 untergebracht. Damals erhielt die Pfarrei ein neues Instrument des Landshuter Orgelbauers Johann Rödl mit sechs Registern auf einem Manual und Pedal. Das Schleifladeninstrument besaß mechanische Spiel- und Registertrakturen. Im Zuge der Regotisierung wurde es 1903 durch eine Orgel des Münchners Franz Borgias Maerz mit pneumatischen Kegelladen und freistehendem Spieltisch ersetzt. Diese umfasste ursprünglich sechs Register auf zwei Manualen und Pedal. Es wurde in den Prospekt der Rödl-Orgel eingebaut. Um 1961 wurde die Orgel von Alois Wölfl aus Unterflossing auf zwölf Register erweitert.
| I Manual C–f3 |               |    |
| 1.            | Gedackt       | 8′ |
| 2.            | Gamba         | 8′ |
| 3.            | Principal     | 4′ |
| 4.            | Flöte travers | 4′ |
| 5.            | Mixtur II     | 2′ |

| Pedal C–a |           |    |
| 6.        | Violonbaß | 8′ |

| I Manual C–f3 |           |    |
| 1.            | Principal | 8′ |
| 2.            | Gedackt   | 8′ |
| 3.            | Octav     | 4′ |

| II Manual C–f3 |              |    |
| 4.             | Salicional   | 8′ |
| 5.             | Traversflöte | 4′ |

| Pedal C–d1 |        |     |
| 6.         | Subbaß | 16′ |

- Koppeln: II/I, I/P, II/P, Super I, Sub II/I
- Spielhilfe: Tutti

| I Manual C–g3 |            |       |
| 1.            | Principal  | 8′    |
| 2.            | Gedackt    | 8′    |
| 3.            | Octav      | 4′    |
| 4.            | Querflöte  | 4′    |
| 5.            | Mixtur III | 1 ⁄3′ |

| II Manual C–g3 |             |    |
| 6.             | Holzgedackt | 8′ |
| 7.             | Salicional  | 8′ |
| 8.             | Gemshorn    | 4′ |
| 9.             | Rohrgedeckt | 4′ |
| 10.            | Octav       | 2′ |

| Pedal C–f1 |          |     |
| 11.        | Subbaß   | 16′ |
| 12.        | Octavbaß | 8′  |

- Koppeln: II/I, I/P, II/P
- Spielhilfen: Piano, Forte, 1 freie Kombination, Crescendo, Pianopedal

### Geläut
Das für eine Landkirche stattliche fünfstimmige Geläut gibt mit der Tonfolge c1–es1–f1–as1–b1 das Parsifal-Motiv wieder. Die kleinste der fünf Glocken, eine Bronzeglocke, hat den Zweiten Weltkrieg überdauert. Die übrigen vier Glocken sind aus Gussstahl und wurden 1947 vom Bochumer Verein hergestellt.